# Liste der Fluggesellschaften in Fidschi
Dieser Artikel listet die fidschianischen Fluggesellschaften.

## Erklärungen
- P: „normale“ Passagierfluggesellschaft mit Linienflügen
- B: Billigfluggesellschaft
- T: Transportfluggesellschaft
- R: führt Regierungsflüge durch
- C: Charterflüge
- A: Ambulance Flüge
- I: ausschließlich Inlandsflüge

| Fluggesellschaft   | IATA | ICAO | Rufzeichen | Bemerkungen                  |
| ------------------ | ---- | ---- | ---------- | ---------------------------- |
| Air Fiji           | PC   | FAJ  | FIJIAIR    | I (Betrieb 2009 eingestellt) |
| Fiji Airways       | FJ   | FJI  | FIJI       | P                            |
| Fiji Link          | –    | FJA  | LINK FIJI  | P                            |
| Lapsa              | -    | -    | -          | P, I                         |
| Island Air Limited | -    | IML  | MAL AIR    | I, C                         |
| Turtle Airways     | -    | TLT  | TURTLE     |                              |